# Anduril Industries
Anduril Industries, Inc. ist ein US-amerikanisches Unternehmen für Verteidigungstechnologie, das sich auf autonome militärische Systeme spezialisiert hat. Es wurde 2017 von dem Unternehmer Palmer Luckey und weiteren Personen gegründet. Zu den wichtigsten Produkten von Anduril gehören unbemannte Luftfahrtsysteme, Anti-Drohnen-Abwehrsysteme, autonome Überwachungssysteme und vernetzte Kommando- und Kontrollsoftware. Das erklärte Ziel von Anduril ist es, die Modernisierung der Streitkräfte der USA und ihrer Verbündeten gegenüber „strategischen Gegnern“ wie Russland und China, zu unterstützen. Anduril zielt darauf ab, seine Produkte und Dienstleistungen an das US-Verteidigungsministerium und den mit den USA verbündeten Streitkräften zu verkaufen.

## Geschichte

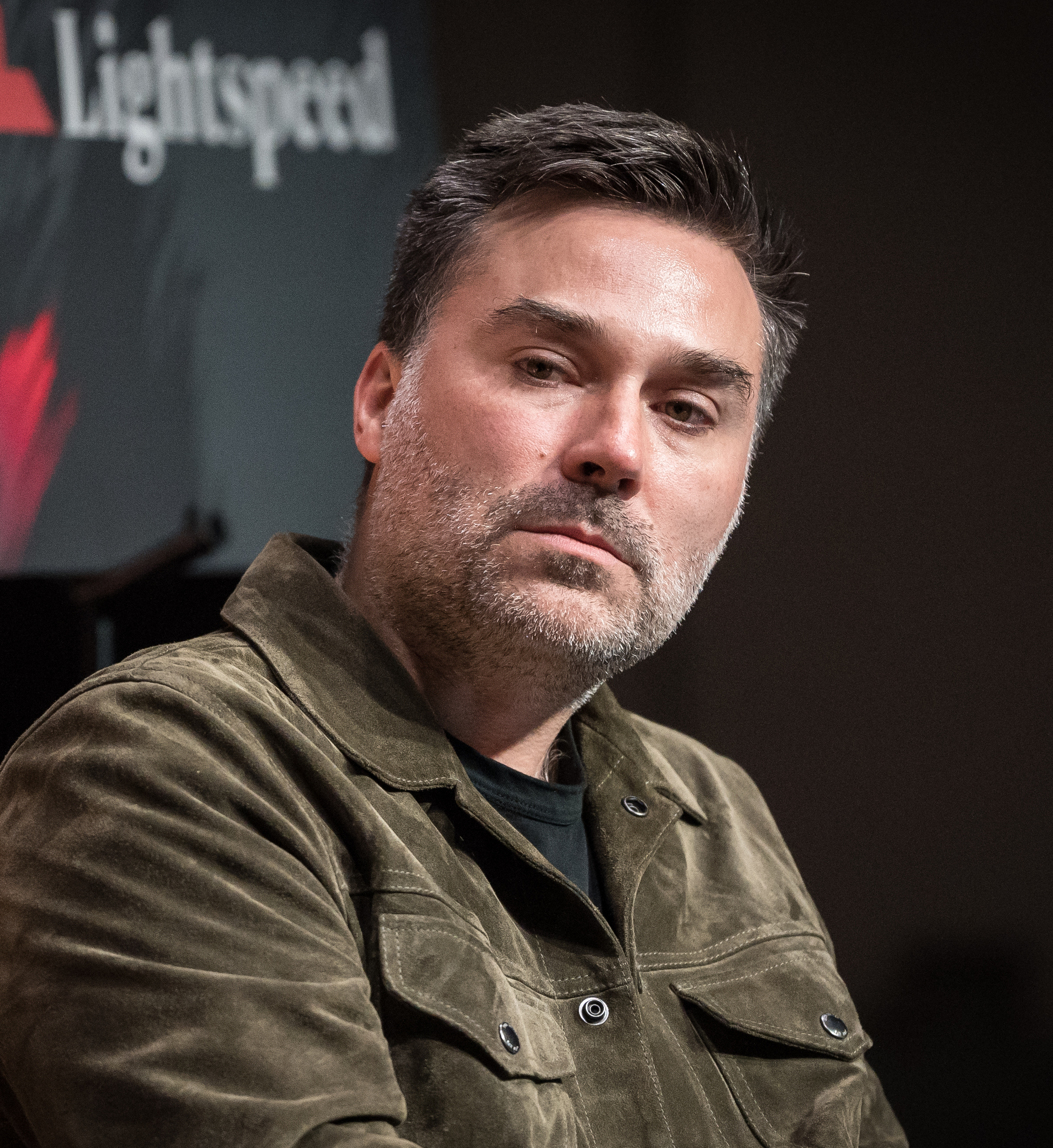
Mitgründer Trae Stephens (2024)

Im Juni 2014 nahm Palmer Luckey, der Erfinder des Virtual-Reality-Headsets Oculus Rift, an einer Tagung auf Sonora Island in British Columbia teil, die vom Founders Fund des Investors Peter Thiel, einem frühen Oculus-Investor, veranstaltet wurde. Er traf hier auf Trae Stephens, einen ehemaligen Mitarbeiter von Palantir Technologies, wobei beide einen Mangel an Start-up-Unternehmen aus dem Silicon Valley in der US-amerikanischen Rüstungsindustrie feststellten. Luckey war während der ersten Trump-Administration Teil des Project Maven des US-Verteidigungsministerium zum militärischen Einsatz von künstlicher Intelligenz, während Stephens ins Defense Innovation Board berufen wurde. Beide begannen während dieser Zeit Mitarbeiter für ein neues Start-up für militärische Anwendungen zu rekrutieren. Luckey hielt dies für einfach, da „die Rüstungsindustrie seit Jahrzehnten stagniert“ und damit reif für Disruption sei.
Luckey verließ seinen Arbeitgeber Facebook (2014 war Oculus Rift für zwei Milliarden US-Dollar an Facebook verkauft worden) im März 2017 und behauptete, er sei wegen seiner Trump-freundlichen Ansichten entlassen worden. Facebook bestritt dies. Anduril wurde schließlich im Juni 2017 gegründet, wobei der Founders Fund als erster Investor fungierte. Es gab zuerst vier Gründer: Trae Stephens, Luckey, Matt Grimm und Joe Chen. Luckey, Stephens und Grimm stellten ihr Unternehmen den Direktoren von Palantir vor. Einer von ihnen, Brian Schimpf, entschied sich mitzumachen und wurde der fünfte Mitbegründer (und CEO). Das neue Unternehmen wurde nach Andúril benannt, dem fiktiven Schwert der Figur Aragorn aus Der Herr der Ringe; übersetzt aus der in den Romanen verwendeten Fantasiesprache Quenya bedeutet der Name „Flamme des Westens“.
Im Juni 2017 wandten sich Anduril-Führungskräfte an das kalifornische Büro des Department of Homeland Security (DHS), um eine kostengünstige Grenzsicherung anzubieten. Das DHS stellte sie den Grenzbeamten vor. Das Büro der United States Customs and Border Protection (CBP) in San Diego bezahlte Anduril schließlich dafür, ein neues System zur Sicherung der Grenze zwischen den Vereinigten Staaten und Mexiko zu testen. Die Bemühungen der Trump-Regierung, die Grenze zu sichern, verschafften Anduril damit die ersten großen Aufträge.
Im Juni 2019 kaufte die britische Royal Navy das System Lattice als Teil einer Modernisierungsinitiative. 2020 war Anduril eines von mehr als 50 Unternehmen, die von der US-Luftwaffe ausgewählt wurden, um bei der Entwicklung des Advanced Battle Management System (ABMS) im Rahmen eines Vertrags im Wert von bis zu 950 Millionen Dollar mitzuwirken.
Im April 2021 erwarb Anduril Area-I, ein Unternehmen, das Drohnen herstellt, die von größeren Flugzeugen aus gestartet werden können. Area-I hatte zuvor Aufträge für US-Regierungsbehörden wie die Armee, die Luftwaffe, die Marine und die NASA ausgeführt.
Im Juni 2023 erwarb Anduril das Raketentriebwerksunternehmen Adranos, wodurch das Unternehmen Zugang zur Technologie für die Entwicklung von Feststoffraketenmotoren für Raketen und Weltraumstarts erhielt. Im September 2023 erwarb Anduril das in North Carolina ansässige Unternehmen Blue Force Technologies, das autonome Luftsysteme entwickelt.
Im September 2023 testeten Anduril-Ingenieure erstmals mit einem scharfen Sprengkopf seine Drone Altius-700M gegen einen Panzer. Anduril verkündete, dass der Test erfolgreich verlaufen sei.
Im Januar 2024 war Anduril einer von fünf Anbietern, die von der US-Luftwaffe mit der Entwicklung eines kollaborativen Kampfflugzeugs beauftragt wurden. Die U.S. Army Defense Innovation Unit wählte Anduril im April 2024 aus, um ein Software-Framework für die Nutzlast von robotischen Kampffahrzeugen zu entwickeln.
Am 12. Juli 2024 wurden Anduril und seine Führungskräfte von der chinesischen Regierung wegen Waffenverkäufen an Taiwan sanktioniert.
Am 6. März 2025 fand ein EU-Gipfeltreffen statt. Die britische Regierung gab an diesem Tag bekannt, dass sie bei Anduril moderne Kampfdrohnen (Altius 600m und Altius 700m) für die Ukraine gekauft hat (Kaufpreis rund 36 Millionen Euro), um die Verteidigung der Ukraine gegen den seit dem 24. Februar 2022 anhaltenden völkerrechtswidrigen Angriffe Russlands zu unterstützen.

## Produkte

### Lattice
Lattice OS ist ein Betriebssystem, das speziell für die Verteidigungs- und Sicherheitsbranche entwickelt wurde. Es verbindet verschiedene Sensoren, Drohnen und andere Geräte zu einem einzigen Netzwerk. Es kann Informationen bündeln und verarbeiten und ein 3-D-Modell des Schlachtfelds erstellen. Lattice ermöglicht Nutzern Echtzeitdaten zu analysieren und schnelle Entscheidungen zu treffen. Es wurde deshalb als „Betriebssystem für den Krieg“ bezeichnet. Anduril demonstrierte Lattice in einer Übung im September 2020, bei der der Abschuss russischer Marschflugkörper auf dem White Sands Missile Range in New Mexico simuliert wurde, als Teil des ABMS-Programms der US-Luftwaffe.

### Fury
Fury ist ein unbemanntes Luftfahrzeug (UAV), das für komplexe militärische Einsätze entwickelt wurde. Es kann sowohl Aufklärungsmissionen als auch offensive Operationen durchführen. Die Drohne ist mit fortschrittlicher Sensorik und Kommunikationstechnologie ausgestattet.

### Altius

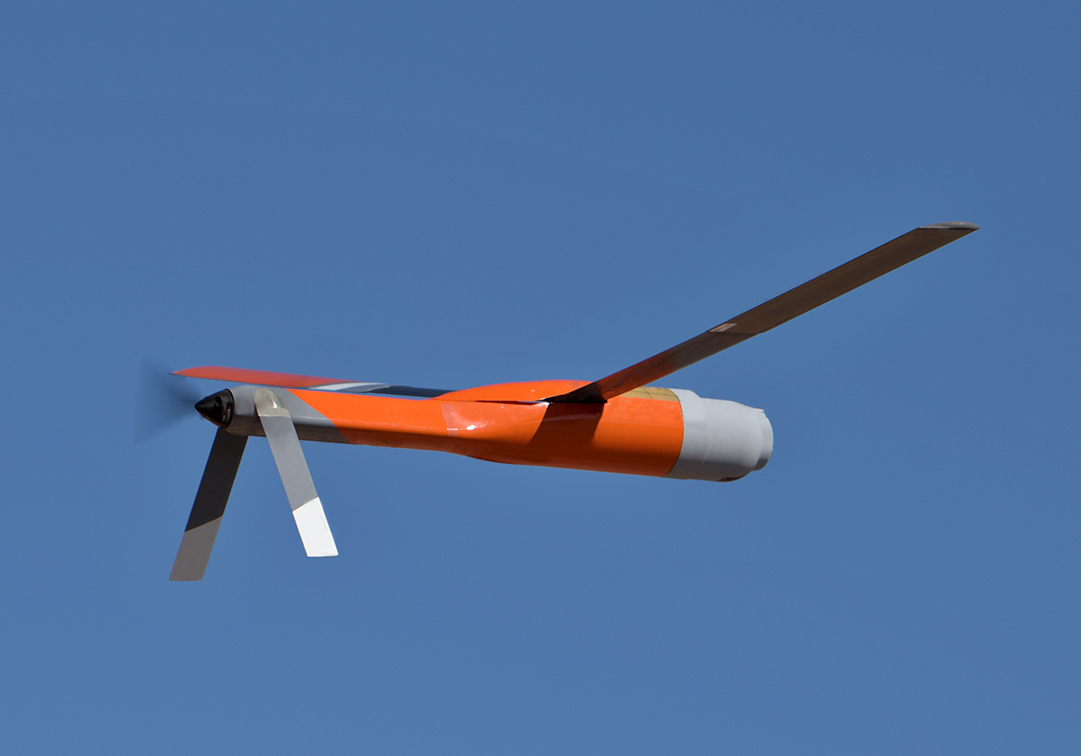
Drohne ALTIUS-600

Altius ist eine größere Drohne, die für längere Missionen und größere Entfernungen ausgelegt ist. Sie kann sowohl für Aufklärungszwecke als auch für den Transport von kleineren Geräten oder Ausrüstung verwendet werden. Die Version von Altius mit loitering munition hat eine Reichweite von 450 km und eine Flugzeit von vier Stunden.

### Anvil/Interceptor
Der Anvil bzw. Interceptor ist eine Drohne, die entwickelt wurde, um andere Drohnen abzufangen oder zu zerstören. Sie wird eingesetzt, um Bedrohungen aus der Luft zu neutralisieren, wie zum Beispiel feindliche Drohnen, die Spionage betreiben oder Angriffe ausführen. Die Drohne ist schnell, wendig und kann sowohl autonom als auch ferngesteuert betrieben werden. Ab 2019 hat Anduril den Anvil an die Streitkräfte der Vereinigten Staaten und des Vereinigten Königreichs geliefert.

### Roadrunner
Roadrunner ist eine Drohne, die speziell für die Abwehr von Bedrohungen aus der Luft entwickelt wurde. Sie kann vertikal starten und landen, was sie sehr flexibel einsetzbar macht. Die Drohne ist darauf ausgelegt, feindliche Drohnen oder Raketen abzufangen und zu zerstören.

### Dust
Dust ist ein kleiner, 1,8 kg schwerer, bodengestützter Sensor zur Erkennung von Personen und Objekten in Bereichen mit eingeschränkter Sichtlinie, z. B. in schmalen Korridoren, die von nahe gelegenen Wachtürmen nicht beobachtet werden können. Dust wird über eine eingebaute Batterie mit einer Lebensdauer von zwei Monaten oder über ein externes Solarpanel betrieben.

### Ghost
Ghost ist eine vielseitige und leicht transportable Drohne, die für Aufklärungs- und Überwachungsmissionen eingesetzt werden kann. Sie kann lange in der Luft bleiben und liefert hochauflösende Bilder und Videos in Echtzeit. Diese Drohne ist für militärische Einsätze, Katastrophenhilfe oder die Überwachung von abgelegenen Gebieten geeignet.

### Ghost Shark
Ghost Shark ist ein autonomes Unterwasserfahrzeug, das von Anduril Industries entwickelt wurde. 2024 waren Prototypen im Teststadium.

### Drive-LD
Dive-LD ist ein knapp 6 Meter langes autonomes Unterwasserfahrzeug (AUV), das von dem in Boston ansässigen Unternehmen Dive Technologies entwickelt wurde, das im Februar 2022 von Anduril übernommen wurde.

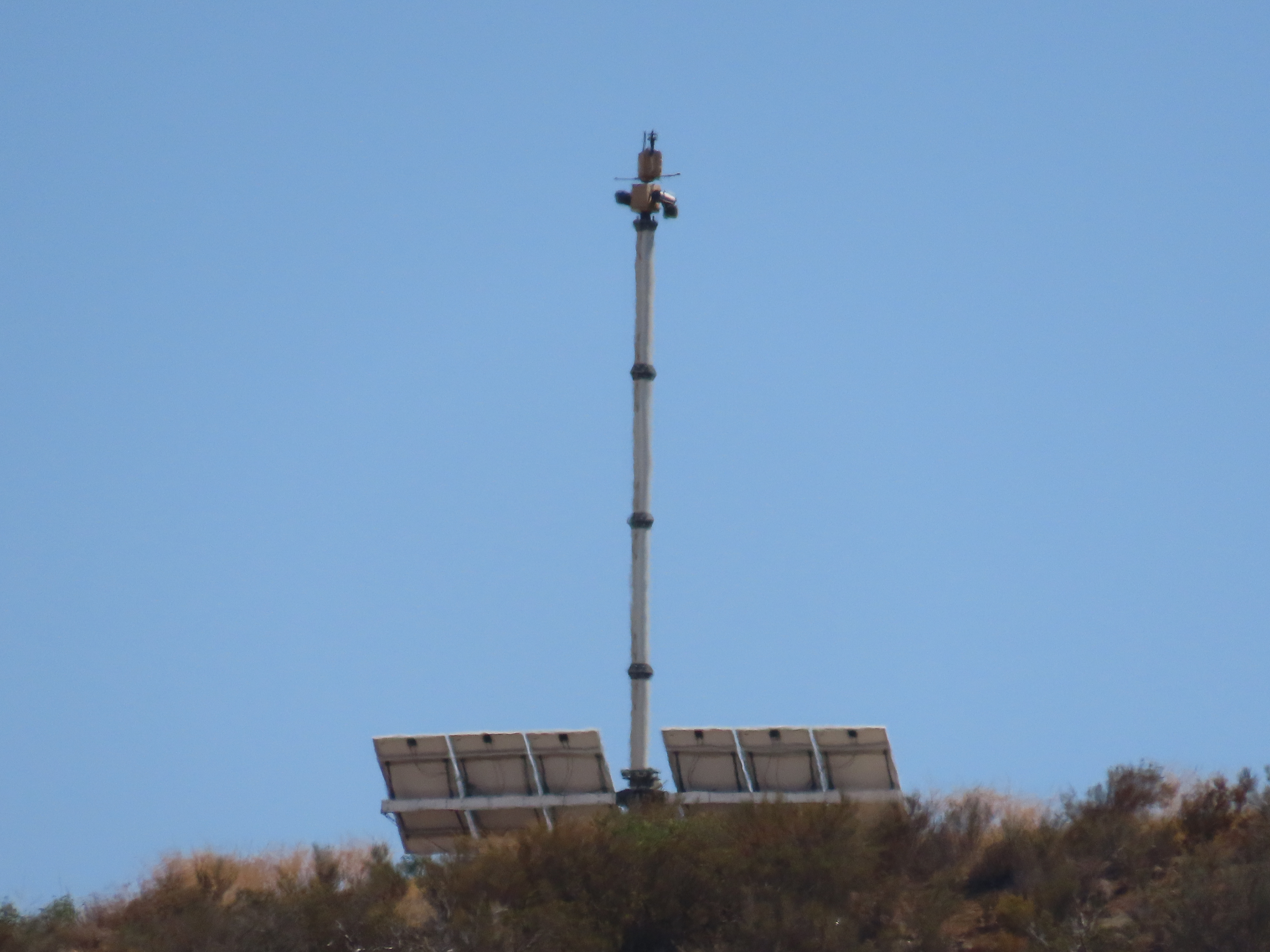
Sentry Tower in Kalifornien

### Sentry Tower
Die Sentry Tower sind knapp zehn Meter hohe solarbetriebene Überwachungstürme. Die Türme enthalten eine Kamera, Kommunikationsantennen, ein Radar und ein Wärmebildgerät. Seit 2019 wurden zahlreiche dieser Türme an der US-Grenze zu Mexiko als „virtueller Grenzwall“ sowie zur Sicherung von US-Militärbasen im Ausland errichtet.

## Investoren und Bewertung
Zu den frühen Investoren gehörte der Founders Found und der spätere US-Vizepräsident JD Vance. Später stießen weitere Investoren wie Andreessen Horowitz dazu. In einer Finanzierungsrunde im September 2019 sicherte sich Anduril eine Finanzierung in Höhe von 120 Millionen US-Dollar und wurde ein Einhorn. Im August 2024 erhielt Anduril eine Serie-F-Finanzierung in Höhe von 1,5 Mrd. USD unter der Führung des Founders Fund und Sands Capital, wobei das Unternehmen mit 14 Mrd. Dollar bewertet wurde. Mit dem Erlös sollten Produktionsanlagen für autonome Waffensysteme errichtet werden. Im Februar 2025 kündigte Anduril eine erneute Finanzierungsrunde in Höhe von 2,5 Mrd. Dollar bei einer Bewertung von nun bereits 28 Milliarden Dollar an.

## Kontroversen
Aufgrund seiner Produktion von autonomen Waffensystemen wurde Anduril als das „kontroverseste Start-up der Technologiebranche“ bezeichnet. Die meisten Unternehmen im Silicon Valley haben zumindest öffentlich versucht sich von militärischen Anwendungen zu distanzieren. Anduril hat sich offen für die Unterstützung der US-Streitkräfte ausgesprochen und verkündet, durch Innovation die von Projektverzögerungen und hohen Kosten geprägte Rüstungsindustrie revolutionieren zu wollen. Unternehmensgründer Luckey sagte, er vertraue darauf, dass die US-Regierung und das Militär sich an ihre ethischen Richtlinien halten.
Der Einsatz der Anduril-Wachtürme durch die US-Zoll- und Grenzschutzbehörde wurde von der ACLU und anderen Menschenrechts- und Einwanderungsaktivisten kritisiert, weil er Migranten auf immer gefährlichere Routen drängt und die Überwachung in der Nähe der Grenze normalisiert, neben anderen negativen Auswirkungen.